# Communauté de communes du Bassin d’Objat
Die Communauté de communes du Bassin d’Objat ist ein ehemaliger französischer Gemeindeverband (Communauté de communes) im Département Corrèze und der Region Limousin. Er wurde am 28. Dezember 2001 gegründet.

## Mitglieder
- Brignac-la-Plaine
- Louignac
- Objat
- Perpezac-le-Blanc
- Saint-Aulaire
- Saint-Cyprien
- Saint-Robert
- Vars-sur-Roseix
- Yssandon

## Quelle
- Le SPLAF - (Website zur Bevölkerung und Verwaltungsgrenzen in Frankreich (frz.))